# Leerzeichen in Komposita

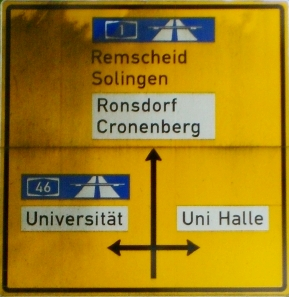
Orthografisch falsches Leerzeichen auf einem ehemaligen Wegweiser in Wuppertal; mit „Uni Halle“ war nicht die Universität in Halle gemeint, sondern die Wuppertaler Uni-Halle.

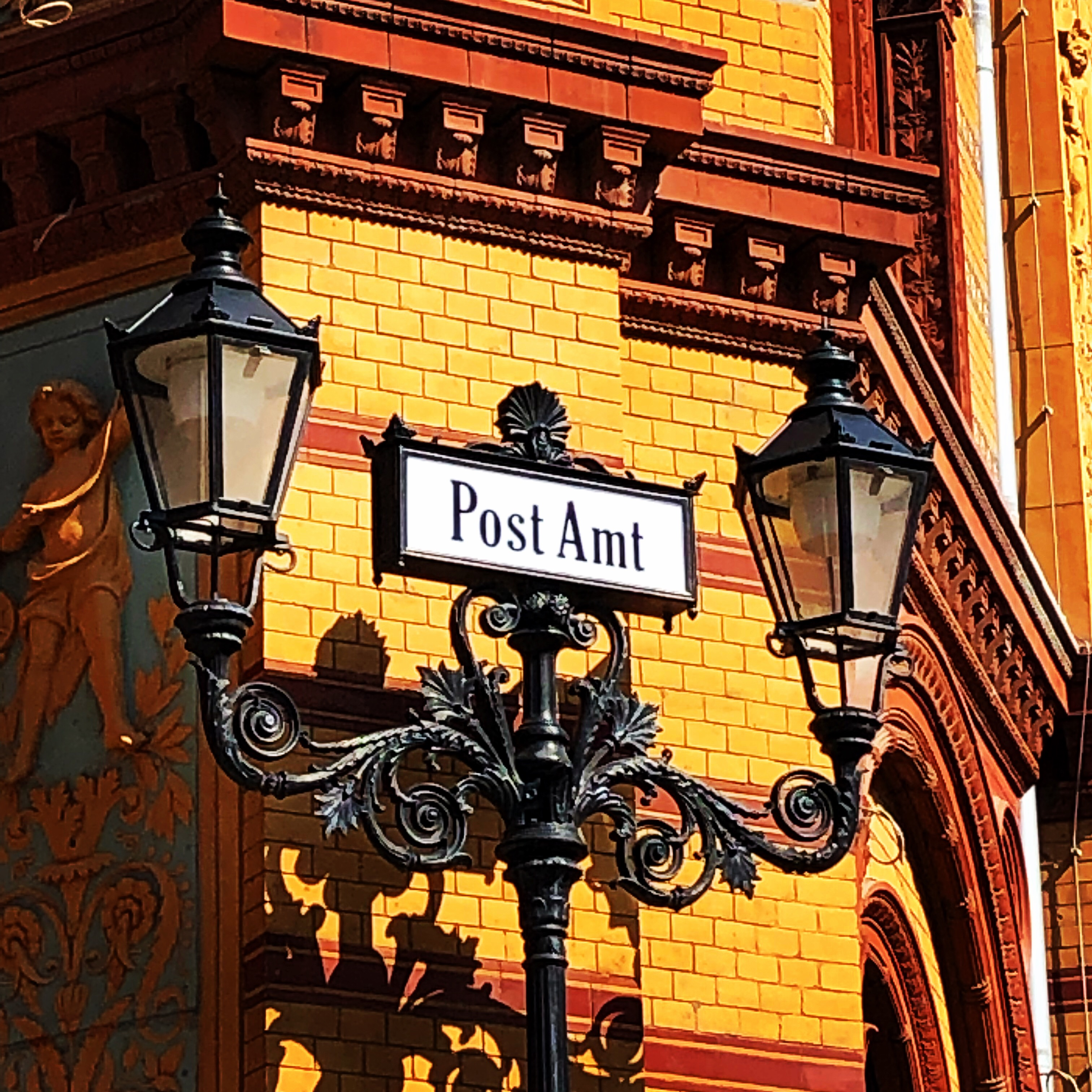
Schild am Postfuhramt, Berlin

Als Leerzeichen in Komposita bezeichnet man die fehlerhafte Trennung zusammengesetzter Wörter (Komposita) durch Leerzeichen. Komposita werden gemäß der geltenden deutschen Rechtschreibung grundsätzlich zusammengeschrieben. 
In vielen anderen Sprachen, wie z. B. Englisch oder Türkisch, ist dies anders, insbesondere in nicht-germanischen Sprachen. 
Im Deutschen ist es in der Regel falsch, Komposita getrennt (mit Leerzeichen) zu schreiben. Umgangssprachlich abwertend werden solche Leerzeichen als Deppenleerzeichen bezeichnet.
Die Getrennt- oder Zusammenschreibung von Einheiten, die im Text unmittelbar benachbart und aufeinander bezogen sind, ist in Teil B des amtlichen Regelwerkes der deutschen Rechtschreibung von 2006 geregelt: Bestandteile von Wortgruppen schreibt man getrennt, Bestandteile von Zusammensetzungen schreibt man zusammen. Für eine Kennzeichnung der einzelnen Bestandteile, die Absetzung gegeneinander und die Hervorhebung für den Leser wird dem Schreibenden in Teil I C der amtlichen Regelung der Bindestrich als Möglichkeit geboten; man spricht dann von einer Durchkopplung. In bestimmten Fällen ist der Bindestrich ausdrücklich vorgeschrieben.
Komposita wurden bis ins 17. Jahrhundert oft durch Leerzeichen getrennt. Bis ins 20. Jahrhundert ging man mehr und mehr dazu über, Komposita in einem Wort oder mit Bindestrich zu schreiben. Seit den 1990er Jahren werden Komposita fälschlicherweise wieder häufiger auseinandergeschrieben, vor allem in Entlehnungen aus dem Englischen, in Namen für Geschäfte, Produkte und Unternehmen, in den Medien und in der Werbegrafik. Beispiele dafür sind Frisch Back Stube statt Frischbackstube, Stadt Bücherei statt Stadtbücherei oder Diplom Ingenieur statt Diplom-Ingenieur oder Diplomingenieur.
Nach der Regel schreibt sich die Schule, die nach Alexander von Humboldt benannt ist, Alexander-von-Humboldt-Gymnasium (Alexander von Humboldt-Gymnasium hingegen könnte der Doppelname von Alexander von Humboldt nach der Heirat mit einer Person namens Gymnasium sein). Es kann um einen Commodore-MPS-801-Drucker gehen (bzw. um einen Drucker Commodore MPS-801), und ebenso kann ein 60er-Jahre-Oldie Gegenstand einer Aussage sein.
Eine Quelle häufiger Fehler ist der Umgang mit Bezeichnungen, die sowohl ein Name wie auch eine Herkunftsbezeichnung sein können. Die Wittelsbacher Herrschaft wäre eine vom Ort Wittelsbach ausgeübte Herrschaft, dagegen ist die Wittelsbacherherrschaft (oder Wittelsbacher-Herrschaft) die Regierung durch das Geschlecht der Wittelsbacher. Ähnlich verhält es sich mit Wörtern wie Habsburger, Hamburger und vielen anderen.

## Geschichte

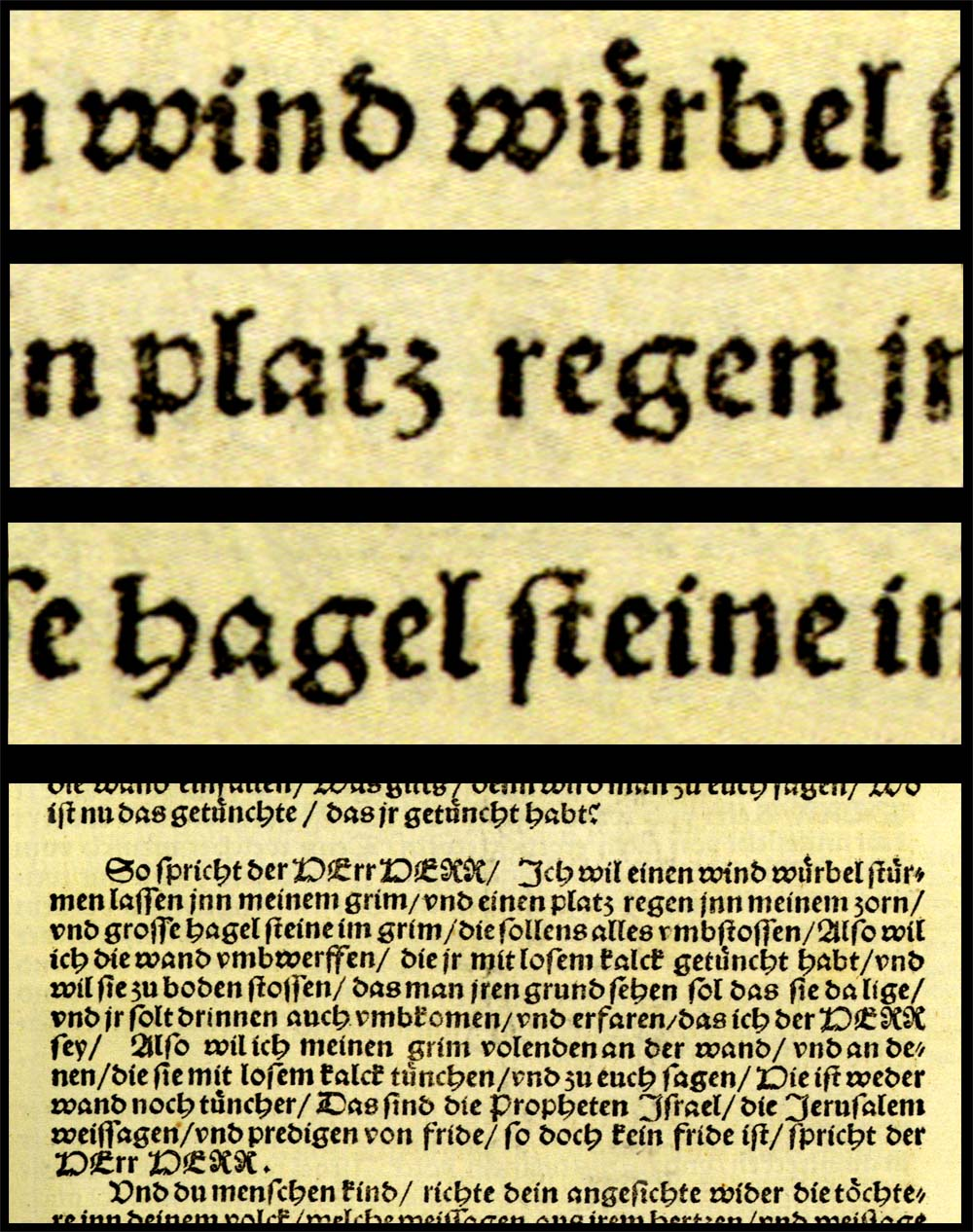
Leerzeichen in Komposita 1534 Lutherbibel, Hesekiel 13

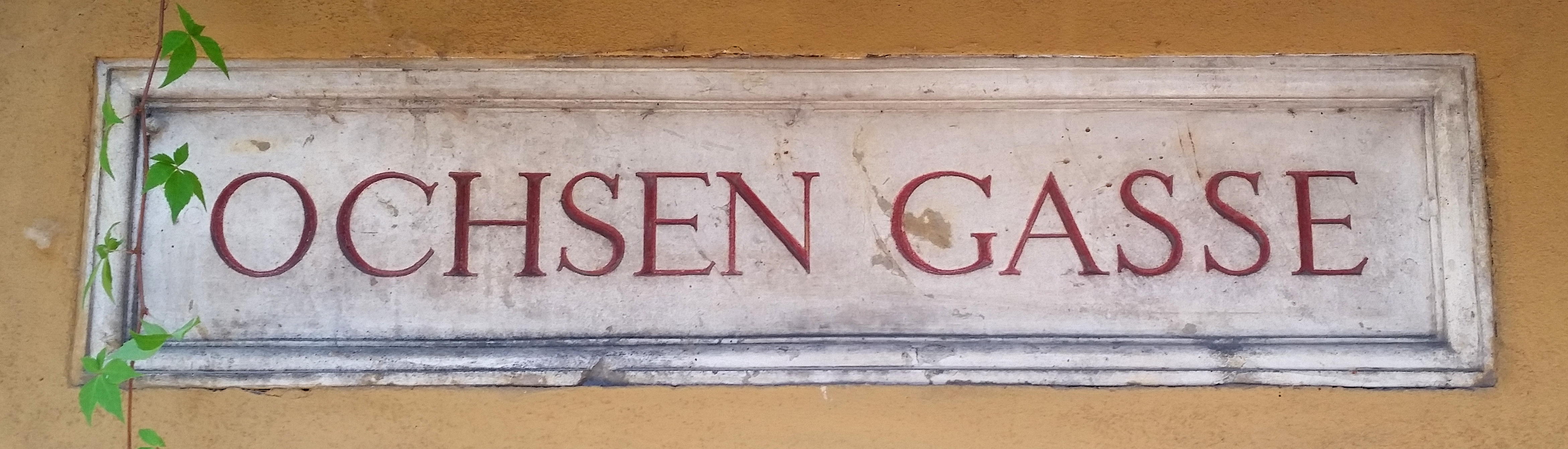
Straßenschild Ochsen Gasse in der Fuggerei

Im mittelhochdeutschen Nibelungenlied, das im frühen 13. Jahrhundert entstanden ist, finden sich in einer Handschrift aus dem zweiten Viertel des 13. Jahrhunderts auseinandergeschriebene Komposita wie chvchen meister (Küchenmeister).
Auseinandergeschriebene Nominalkomposita erschienen parallel zu der zusammengeschriebenen Variante bis in die Neuzeit. Die Lutherbibel von 1534 verwendet durchgehend Leerzeichen in Nominalkomposita mit nachfolgender Minuskel. Danach kamen weitere Schreibvarianten der Nominalkomposita auf, die Schreibung mit Leerzeichen mit nachfolgender Majuskel, die Schreibung ohne Leerzeichen mit nachfolgender Majuskel (Binnenmajuskel) und die Schreibung mit Bindestrich beziehungsweise Doppelbindestrich.
Im 18. Jahrhundert verschwand die Variante der durchgehenden Schreibung mit Bindestrich weitgehend, blieb aber in Zusammensetzungen mit Namen und anderen besonderen Fällen bis heute erhalten. Die Binnenmajuskel verschwand bis zur Mitte des 19. Jahrhunderts. Das letzte Lehrbuch der Orthographie mit dieser Variante war das von Joseph Wismayr, das ab 1803 für die Reform des bayerischen Schulwesens eingesetzt wurde.
In den ab 1861 erschienenen amtlichen Regelwerken wurden Leerzeichen in Komposita, Binnenmajuskeln und Bindestrich nicht erwähnt, da sich das Zusammenschreiben von Komposita mit Ausnahme der Komposita mit Namen allgemein durchgesetzt hatte. In den vereinheitlichten amtlichen Regelwerken der Bundesstaaten des Deutschen Reiches ab 1901 war für unübersichtliche Fälle von Nominalkomposita der Bindestrich vorgesehen, nicht das Leerzeichen.
Für Komposita mit Namen nannte Konrad Duden im Jahr 1905 folgende fünf vorkommenden Fälle mit Leerzeichen oder Bindestrich: Kaiser Wilhelmsplatz, Kaiser Wilhelms-Platz, Kaiser-Wilhelmsplatz, Kaiser-Wilhelms-Platz und Kaiserwilhelmsplatz. Die noch im 20. Jahrhundert nachweisbare Schreibweise nach dem Muster Kaiser Wilhelm Platz erwähnte Duden nicht.
Mangels einer amtlichen Vorschrift wählte Duden für die 8. Auflage seines Orthographischen Wörterbuchs der deutschen Sprache von 1905 die Variante Kaiser-Wilhelms-Platz als alleinige Variante aus und begründete den Verzicht auf Leerzeichen unter anderem damit, dass sich die Variante mit Bindestrichen (Durchkopplung) bei amtlichen Benennungen wie Friedrich-Wilhelms-Universität bereits ein Übergewicht verschafft habe. 1907 übernahm Duden seine Entscheidung auch in den Buchdruckerduden.
In Österreich und der Schweiz folgte man der Entscheidung Dudens nicht und behielt Leerzeichen in mehrgliedrigen Straßennamen bis in die Gegenwart bei. In Österreich gilt im Bereich der Ämter und Behörden nunmehr die Vorgabe, dass Leerzeichen in Komposita von Straßennamen in Zukunft nicht mehr verwendet werden. In der Schweiz besteht seit 2005 die Empfehlung des Bundesamts für Landestopografie, sich an die Duden-Regel zu halten. Als Komposita gelten in der Schweiz auch von Ortsnamen abgeleitete Benennungen wie Genfer See; man schreibt dort Genfersee.

## Abweichungen vom aktuellen deutschen Schreibstandard

### Auswirkung auf Sprachfluss und Verständlichkeit
Falsch gesetzte Leerzeichen können den Lesefluss stören, weil ein zusammengesetzter Ausdruck nicht sofort als solcher zu erkennen ist. Bisweilen ist der Sinn einer abweichenden Schreibung gegenüber der standardgemäßen Zusammenschreibung oder Schreibweise mit Bindestrich mehrdeutig oder verändert, wie in der Werbung eines Mobiltelefonanbieters, der mit „24 Monate ohne Grund Gebühr“ warb, oder auf einem Schild des Bezirksamts Nord in Hamburg mit dem Hinweis „Trink Wasser für Hunde“.
Die Schreibweise mit Leerzeichen führt in der Regel zu veränderter Betonung: Der Hauptakzent eines zusammengesetzten Wortes liegt im Deutschen normalerweise auf dem ersten Teilwort. Beispielsweise liegt der Hauptakzent bei Stadtbahnwagen auf Stadt- ([ˈʃtatbaːnˌvaːgn̩]). Ein Leerzeichen führt hingegen zu einem weiteren Hauptakzent, beispielsweise in Stadtbahn Wagen auf Wagen ([ˌʃtatbaːnˈvaːgn̩]). Auf diese Weise entstehen in gesprochener Sprache häufig sogenannte Holzwegsätze, bei denen sich nicht mehr zuverlässig vorhersagen lässt, wie der Satz wahrscheinlich weitergehen wird, nicht zuletzt häufig deshalb, weil nicht klar ist, was Subjekt und was Objekt ist. Deutlich wird der Bedeutungsunterschied auch in den Satzanfängen „Meine kranken Schwestern“ gegenüber „Meine Krankenschwestern“.
Umgekehrt gibt bei der Verschriftlichung gesprochener Sprache die Betonung einen Hinweis darauf, ob ein Leerzeichen zu setzen ist – auch ohne Kenntnis der Duden-Regeln.

### Absichtliche Abweichungen

#### Abweichungen bei Eigennamen
Namensschreibweisen folgen Regeln, die von der amtlichen Rechtschreibung abweichen können. Das betrifft auch die Setzung von Zwischenräumen oder Bindestrichen. Schreibweisen der Standesämter (Personenstandsbehörden) dürfen nicht zwecks Vermeidung von Leerzeichen verändert werden.
Im Regelwerk zur deutschen Rechtschreibung wird darauf hingewiesen, dass Eigennamen nicht an die orthographischen Regeln gebunden sind. In den Vorbemerkungen des Abschnitts C Schreibung mit Bindestrich heißt es:

„Die Schreibung mit Bindestrich bei Eigennamen entspricht nicht immer den folgenden Regeln, so dass nur allgemeine Hinweise gegeben werden können. Zusammensetzungen aus Eigennamen und Substantiv zur Benennung von Schulen, Universitäten, Betrieben, Firmen und ähnlichen Institutionen werden so geschrieben, wie sie amtlich festgelegt sind.“

So wird etwa die Johannes Gutenberg-Universität Mainz ohne Bindestrich zwischen Vor- und Nachname geschrieben. Dies gilt auch für einige Literaturpreise, so z. B. beim Anna Seghers-Preis, der Alfred Döblin-Medaille oder beim Kurt Sigel-Lyrikpreis. In anderen Fällen wird gar kein Bindestrich verwendet, wie etwa beim Jeanette Schocken Preis, dem Rheingau Literatur Preis, dem Siegfried Lenz Preis oder dem Siegfried Unseld Preis.
Im redaktionellen Teil von Zeitungen und Zeitschriften wird die Schreibweise von Unternehmen, Vereinen und Verbänden häufig an die Regeln der Rechtschreibung angepasst. Auch Unternehmensnamen mit Leerzeichen werden häufig zusammengeschrieben oder mit einem Bindestrich verbunden.
Der Schriftsteller Erich Kästner erklärte: „Der Bindestrich zwischen Vor- und Nachname ist unlogisch, trotz Duden.“ Er legte fest, dass alle Einrichtungen, die nach seinem Tod nach ihm benannt werden sollten, ohne Bindestrich in seinem Namen geschrieben werden sollen. Die Erich Kästner-Schule in Wiesbaden-Schierstein veröffentlichte ein entsprechendes Schreiben von Kästner an den Oberbürgermeister von Wiesbaden aus dem Jahr 1970 auf ihrer Homepage.

#### Abweichungen bei Straßennamen in Österreich
In Wien waren nach einem Beschluss des Stadtrats vom 19. Juni 1907 nach Personen benannte Straßen mit Leerzeichen zu schreiben: Johann Strauß-Gasse, Johann Nepomuk Berger-Platz und so weiter. Dieser Praxis in ihrer Reichshaupt- und Residenzstadt folgten viele Orte der damaligen österreichisch-ungarischen Monarchie. Die Setzung von Leerzeichen statt Bindestrichen wurde in diesen Fällen zum Teil der amtlichen österreichischen Rechtschreibregeln. In den Schulen wurde danach noch über Generationen nach diesen Regeln unterrichtet, siehe Österreichisches Wörterbuch. Als Grund für die nicht durchgekoppelte Schreibweise mit nur einem einzigen Bindestrich wurde genannt, dass in diesen Zusammensetzungen der Bindestrich die Aufgabe habe, eine selbstständige Wortgruppe mit einem anderen Wort zu verbinden. Zumindest in den Jahren seit 2006 folgt die offizielle Schreibung von Straßennamen jedoch den Regeln der alten wie neuen Rechtschreibung (Johann-Strauß-Gasse). Die Bezeichnungstafeln werden erst bei zusätzlichem Bedarf umgestellt, sodass die ältere Praxis noch auf längere Zeit im Straßenbild und in Landkarten sichtbar bleiben wird.
Außerdem kann als Beispiel die derzeitige amtliche Schreibweise der österreichischen Autobahnen und Schnellstraßen angeführt werden. Laut Bundesstraßengesetz 1971 sind etwa „West Autobahn“, „Brenner Autobahn“ oder „Burgenland Schnellstraße“ die offiziellen Schreibweisen.

#### Abweichungen bei Straßennamen in der Schweiz
Die Schreibweise von Straßennamen folgt in manchen Schweizer Städten wie Basel dem Wiener Beispiel von 1907, wonach Eigennamen (wie Vor- und Nachname einer Person) oder vorangestellte Bezeichnungen nicht mit Bindestrich aneinandergekoppelt werden, also etwa C. F. Meyer-Strasse oder St. Alban-Rheinweg. Zürich, das ebenfalls dem Wiener Beispiel gefolgt war, ist hingegen im Jahr 2000 zur Durchkoppelung des Typs Max-Bill-Platz, Alfred-Escher-Strasse übergegangen.
Fügungen mit Adjektiven auf -er werden in der Schweiz grundsätzlich als Komposita behandelt und entsprechend geschrieben, vgl. die Kreuzlinger Straße in Konstanz und die Konstanzerstrasse in Kreuzlingen.

#### Abweichungen bei Marken und in der Werbung

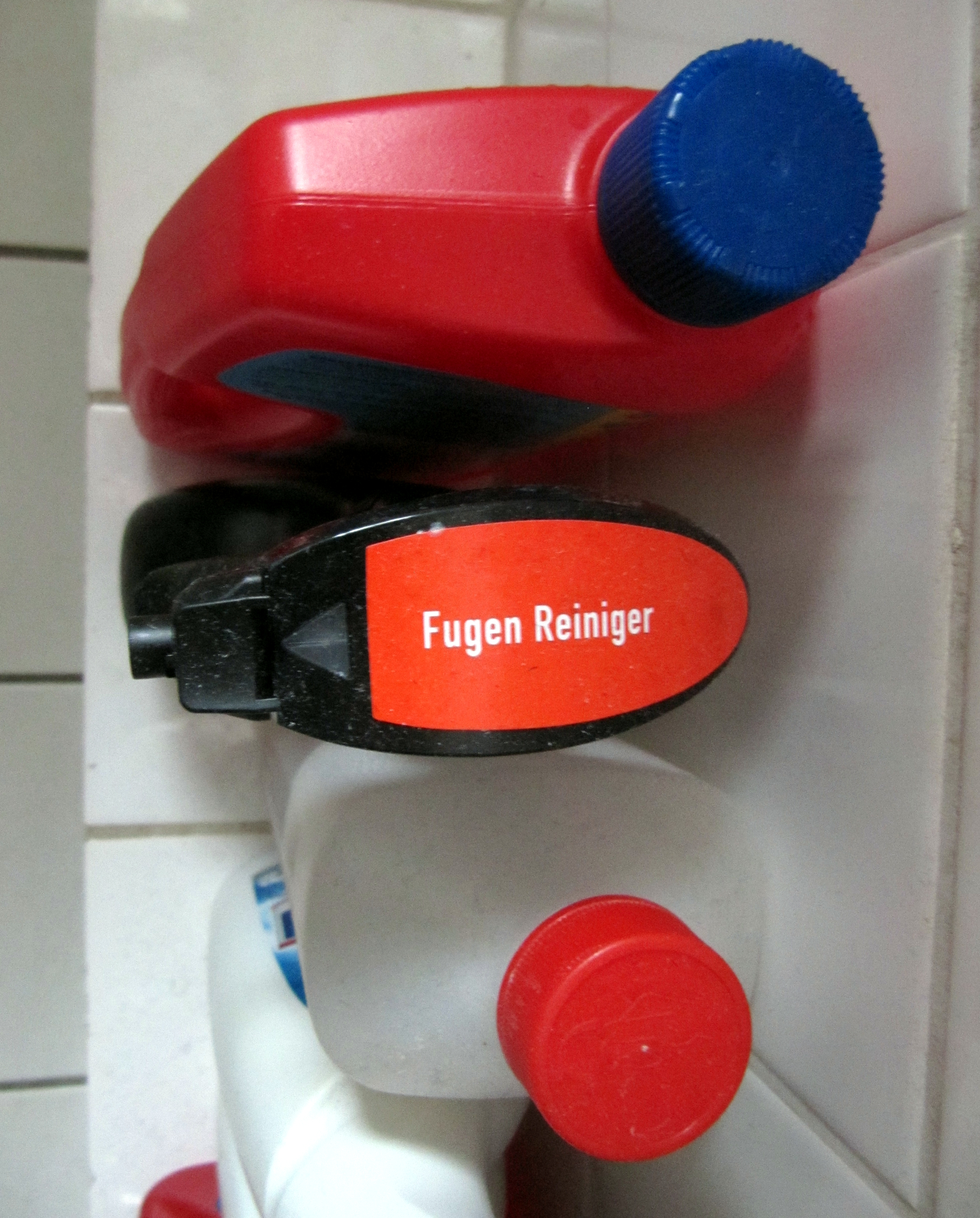
„Fugen Reiniger“

Für Marken, in der Werbung und in Anzeigen wird die Getrenntschreibung unter Umständen bewusst benutzt, um die Aufmerksamkeit auf nicht am Anfang des Kompositums stehende Wörter zu lenken, beispielsweise bereits in den 1970er-Jahren bei Volkswagen Original Teile, denn so wird der Begriff Original hervorgehoben. Häufig sind jedoch Nachlässigkeit oder mangelnde Rechtschreibkenntnisse die Ursache, beispielsweise bei Damen Strümpfe, Fugen Reiniger, Garten Handschuhe oder Mini-Schweine Schnitzel. Wenn die Produktbezeichnungen auf Verpackungen auf mehrere Zeilen aufgeteilt werden, wird häufig auf den Bindestrich verzichtet (Frühlings|Gemüse|Suppe, Frucht|Joghurt). Das Gleiche gilt auch für mehrere Titel im öffentlich-rechtlichen Fernsehen, z. B.: (auslands|journal, heute|journal, Spreewald|Krimi, Fernseh|Garten).
Leerzeichen in Komposita werden auch für Wortspiele genutzt. So warb Mazda 2005 mit dem Werbespruch Mehr Sport wagen für ein Kombifahrzeug, um den sportlichen Anspruch des Fahrzeugs zu unterstreichen. Die Kondomkampagne Mach’s mit der Bundeszentrale für gesundheitliche Aufklärung benutzte – unter Anspielung auf die damalige Fernsehserie Liebling Kreuzberg – den Spruch Lieblings Farben.
Unternehmen lassen zunehmend den eigenen Markennamen getrennt voranschreiben, auch wenn diesem richtigerweise ein Bindestrich folgen müsste, beispielsweise Mazda Händler oder LEGO Katalog. Einige Firmen bestehen sogar ausdrücklich auf dieser Schreibweise und eventuellen Versalien.

#### Abweichungen in der Literatur
In seinem 1929 erschienenen Roman O.S. benutzte der Schriftsteller Arnolt Bronnen eine Privatorthographie, zu der auch die Getrenntschreibung von Komposita gehörte. In einer Rezension dieses Romans bemerkte Kurt Tucholsky dazu: „Welch ein Bock Mist.“

#### Abweichungen im Netzjargon
Im seit den 2010er Jahren verwendeten Netzjargon Vong werden Leerzeichen in Komposita als Elemente einer absichtlich falschen Rechtschreibung und Zeichensetzung verwendet.

### Abweichungen aus technischen Gründen

#### Maschinelle Übersetzung
Beim Übertragen von englischen Texten ins Deutsche insbesondere durch maschinelle Übersetzung kann es passieren, dass die Leerzeichen irrtümlich übernommen werden und zum Beispiel aus car wash „Auto Wäsche“ wird.

#### Automatische Rechtschreibprüfungen
Viele automatische Rechtschreibprüfungen (zum Beispiel die von Microsoft Word, OpenOffice oder Firefox) sowie Smartphone-Tastaturen mit Worterkennung (zum Beispiel T9, SwiftKey) bewerten zusammengeschriebene Wörter häufig fälschlicherweise als inkorrekt oder schlagen eine inkorrekte Getrenntschreibung vor. Einerseits können dadurch fehlende Leerzeichen erkannt werden, andererseits werden selten benutzte Komposita zu Unrecht als Fehler markiert. Durch Trennen an der Wortfuge kann die Rechtschreibprüfung „befriedigt“ werden, denn getrennt geschriebene Substantive wie Auto Wäsche werden nicht als Fehler erkannt. Dieser Sachverhalt wird noch dadurch kompliziert, dass durchaus auch korrekte Sätze gebildet werden können, in denen zwei Substantive unmittelbar hintereinanderstehen, wie beispielsweise „Er bringt mit dem Auto Wäsche zur Reinigung“.
Es gibt zusätzlich erhältliche Rechtschreibprüfungen, die zwei hintereinanderstehende Substantive als Fehler erkennen. Ältere Software (zum Beispiel DOS-Programme und elektronische Schreibmaschinen) arbeitet mit einfachen Wortlisten, da der begrenzte Speicher und die Rechengeschwindigkeit keine komplexeren Algorithmen erlauben. Damit können generell keine fehlerhaften Getrenntschreibungen erkannt werden.

### Abweichungen aus Unkenntnis

#### Einfluss des Englischen
Eine mögliche Ursache liegt im Einfluss der englischen auf die deutsche Sprache durch Sprachkontakt. Dieser als Anglizismus bezeichnete Einfluss führt im Deutschen zur fehlerhaften Bildung von Komposita, die im Englischen in der Regel getrennt und nur in bestimmten Fällen mit Bindestrich geschrieben werden.

#### Missverstandene Rechtschreibreform
Eine weitere mögliche Ursache liegt in den Regeln zu Getrennt- und Zusammenschreibung der Rechtschreibreform von 1996. Darin wurde bis zu der 2006 erfolgten „Reform der Reform“ eine vermehrte Getrenntschreibung von Verben und Adjektiven vorgeschrieben. Dies könnte bei oberflächlicher Beschäftigung dahingehend missverstanden worden sein, dass jetzt alles getrennt geschrieben werden dürfe oder gar müsse. Auffällig sind falsche Leerzeichen in Verben wie „herunter laden“ oder „an machen“.

### Öffentliche Wahrnehmung

#### Rezeption in der Sprachpflege
Die Verwendung von Leerzeichen in Komposita entgegen der geltenden Orthographie aus Unkenntnis, geschmacklichen oder marketingtechnischen Gründen wurde 2002 von Sprachpflegern gerügt. Ein von Philipp Oelwein dafür erfundenes Kofferwort „Agovis“ aus altgriechisch Agora (Leere, Platz) und Divis (Bindestrich) ist wenig verbreitet. Häufiger ist dagegen der abwertende Begriff „Deppenleerzeichen“, „Deppen-Leerzeichen“ oder ironisch „Deppen Leer Zeichen“ zu finden, seit der Kolumnist Bastian Sick das „Deppenleerzeichen“ in seiner Kolumne Zwiebelfisch sowie in seinen Büchern mehrmals humoristisch behandelte.

#### Populäre Rezeption
In der alltäglichen Praxis von nicht sprachwissenschaftlich orientierten Äußerungen haben sich gelegentliche Beispiele von oft mit Ironie gewürzten Hinweisen und Merksätzen verbreitet, etwa entsprechend dem Muster: „Wer sicher gehen will, frage seinen Orthopäden, und wer sichergehen will, informiere sich fundiert und handle danach.“ In verschiedenen Comics von Katz & Goldt werden Leerzeichen in Komposita parodiert.

## Leerzeichen in Komposita in anderen Sprachen

### Baskisch
Im Baskischen, wo es zahlreiche Komposita gibt, kommen sowohl Schreibungen mit Leerzeichen (typischerweise bei Reduplikation: etorri etorri, eine modale Verstärkung von etorri ‚kommen‘), mit Bindestrich (zuri-beltz ‚schwarz-weiß‘, galde-erantzunak ‚Fragen und Antworten‘) sowie Zusammenschreibung vor (liburudenda ‚Buchhandlung‘, idazmakina ‚Schreibmaschine‘). Der Determinant (das bestimmende Wort) geht dem Determinaten (dem näher bestimmten Wort) voraus.

### Englisch
In der englischen Schriftsprache gibt es einige zusammengeschriebene Komposita (z. B. download, upload, setup, upset, nevertheless, indoor, outdoor, rainbow, sidewinder, lowrider), im Allgemeinen werden Komposita aber getrennt geschrieben. Der Leser und Hörer erkennt die Zusammengehörigkeit dann nur an der Möglichkeit zur hypothetischen Flexion durch Mehrzahl- oder Genitivbildung. Um Missverständnisse auszuschließen, werden in Mehrwortverbindungen zusammengehörige Bestimmungswörter des Nomens untereinander oft mit Bindestrichen verbunden (z. B. one-way street, genannt Hyphenation).

### Finnisch
In der finnischen Schriftsprache werden Komposita überwiegend zusammengeschrieben, ähnlich wie im Deutschen. Das Bestimmungswort steht gewöhnlich im Nominativ oder im Genitiv, aber auch einige andere Kasus (oder sogar Pluralformen) sind möglich.

### Indonesisch
Im Indonesischen werden Nominalkomposita prinzipiell auseinandergeschrieben. Das Bestimmungswort folgt dem Grundwort.

### Italienisch
Im Italienischen werden Komposita zumeist zusammengeschrieben: palcoscenico ‚Bühne‘, girasole Sonnenblume. Andere Formen, sogenannte parole-frase, werden hingegen getrennt geschrieben: agenzia viaggi ‚Reisebüro‘. Die Stellung des determinierenden und des determinierten Teils kann variieren, vgl. camposanto ‚Friedhof‘ (Bestimmungswort santo) und ferrovia ‚Eisenbahn‘ (Bestimmungswort ferro).

### Niederländisch
Wie im Deutschen werden auch im Niederländischen Komposita zusammengeschrieben. Häufig werden sie auch wie im Deutschen fälschlich getrennt geschrieben, was von den Niederländern als Engelse ziekte (englische Krankheit, der Begriff steht sonst für Rachitis) bezeichnet wird, wegen des englischen Einflusses, der für diesen Fehler verantwortlich gemacht wird. Ein Symptom dieser „Krankheit“ ist auch die „Blindheit“ für die durch diesen Schreibfehler verursachte Bedeutungsänderung.

### Russisch
Im Russischen werden Komposita entweder mit Bindestrich (женщина-врач schenschtschina-wratsch ‚Ärztin‘, wörtlich ‚Frau-Arzt‘) oder zusammengeschrieben, wobei häufig Bindevokale vorkommen. Eine Fügung mit Leerzeichen ist nicht möglich, wohingegen Syntagmata, die aus einem Substantiv und einem kongruierenden Beziehungsadjektiv bestehen, häufig sind: домашнее задание domaschneje sadanije ‚Hausaufgabe‘, wörtl. ‚häusliche Aufgabe‘. Das Bestimmungswort steht an erster Stelle.

### Schwedisch
Im Schwedischen werden Komposita grundsätzlich zusammengeschrieben. Allerdings häufen sich auch dort in jüngerer Zeit fehlerhafte Getrenntschreibungen, die häufig den Sinn entstellen (z. B. rökfritt: Rauchen ist untersagt, rök fritt: Aufforderung, nach Belieben zu rauchen; stekt kycklinglever: gebratene Hühnerleber; stekt kyckling lever: gebratenes Hühnchen lebt). Als Ursache wird unter anderem ebenfalls der Einfluss des Englischen vermutet.

### Türkisch
Im Türkischen werden Nominalkomposita überwiegend auseinandergeschrieben. Das Bestimmungswort geht dem Grundwort voraus, und das Grundwort erhält das Possessivsuffix der dritten Person, z. B. şehir merkezi (Stadtzentrum).